# Tahirli (Yardımli)
Tahirli è un comune dell'Azerbaigian situato nel distretto di Yardımlı. Conta una popolazione di 522 abitanti.